# Helmut M. Braem
Helmut M. Braem (Pseudonym: Thomas Schuler, * 15. Dezember 1922 in Hannover; † 24. Februar 1977 in Schwäbisch Hall) war ein deutscher Schriftsteller und Übersetzer.

## Leben
Helmut M. Braem absolvierte nach dem Abitur eine Schauspielausbildung. Er nahm als Angehöriger der deutschen
Kriegsmarine am Zweiten Weltkrieg teil (zeitweise als U-Boot-Kommandant). Nach 1945 studierte er Anglistik, Germanistik, Geschichte und Kunstgeschichte. Er versuchte sich als Schauspieler und Regisseur an Theatern in Hamburg, Goslar und Stuttgart. Ab 1953 war er als freier Schriftsteller, Journalist und – häufig in Zusammenarbeit mit seiner Ehefrau Elisabeth Braem-Kaiser – als literarischer Übersetzer tätig.
Helmut M. Braem war Verfasser von literaturwissenschaftlichen Abhandlungen sowie von zwei Kinderbüchern. Am bekanntesten wurde er durch seine Übersetzungen englischsprachiger Autoren, darunter E. E. Cummings, William Faulkner und Henry James.
Helmut M. Braem gehörte dem Deutschen PEN-Club und dem Verband deutschsprachiger Übersetzer literarischer und wissenschaftlicher Werke (VdÜ) an, dessen Vorsitz er von 1964 bis 1976 innehatte. 1967 begründete er die jährliche Übersetzer-Fachtagung „Esslinger Gespräche“ (heute: „Wolfenbütteler Gespräch“). Braem nahm auch an Treffen der „Gruppe 47“ teil. 1970 wurde mit dem Theodor-Wolff-Preis ausgezeichnet.
Seit 1978 verleiht der Freundeskreis zur Internationalen Förderung Literarischer und Wissenschaftlicher Übersetzungen alle zwei Jahre den nach ihm benannten „Helmut-M.-Braem-Übersetzerpreis“.

## Werke
- Florris bunte Welt, Stuttgart 1952 (unter dem Namen Thomas Schuler)
- Jutta und der Kofferdieb, Stuttgart 1952 (unter dem Namen Thomas Schuler)
- Eugene O’Neill, Velber b. Hannover 1965
- Edward Albee, Velber b. Hannover 1968
- 150 Jahre Franckh’sche Verlagshandlung Stuttgart, Stuttgart 1972

## Herausgeberschaft
- Amerikanische Erzähler, Stuttgart 1964
- Übersetzer-Werkstatt, München 1979 (= dtv zweisprachig)

## Übersetzungen
- Enid Blyton: Die Farrellkinder, Stuttgart 1954
- Slater Brown: Das brennende Rad, Stuttgart 1955 (übersetzt zusammen mit Elisabeth Braem-Kaiser)
- Betty Cavanna: Katrin mit Pinsel und Palette, Stuttgart 1955 (übersetzt zusammen mit Elisabeth Braem-Kaiser)
- Edward E. Cummings: Der endlose Raum, Stuttgart 1954 (übersetzt zusammen mit Elisabeth Braem-Kaiser)
- Elizabeth Enright: Garnets verwunschener Sommer, Stuttgart 1953 (übersetzt zusammen mit Elisabeth Braem-Kaiser)
- Elizabeth Enright: Mehr Glück als andere, Stuttgart 1955 (übersetzt zusammen mit Elisabeth Braem-Kaiser)
- Elizabeth Enright: Von Samstag zu Samstag, Stuttgart 1954
- Elizabeth Enright: Zwei im Spinnennetz, Stuttgart 1956 (übersetzt zusammen mit Elisabeth Braem-Kaiser)
- William Faulkner: Das Dorf, Zürich 1957 (übersetzt zusammen mit Elisabeth Braem-Kaiser)
- William Faulkner: Schall und Wahn, Zürich 1956 (übersetzt zusammen mit Elisabeth Braem-Kaiser)
- William Faulkner: "Wilde Palmen" und "Der Strom", Zürich 1957 (übersetzt zusammen mit Elisabeth Braem-Kaiser)
- Henry James: Daisy Miller, Wiesbaden 1959 (übersetzt zusammen mit Elisabeth Braem-Kaiser)
- Henry James: Erzählungen, Köln [u. a.] 1958 (übersetzt zusammen mit Elisabeth Braem-Kaiser und Oswalt von Nostitz)
- Henry James: Die Gesandten, Köln [u. a.] 1956 (übersetzt zusammen mit Elisabeth Braem-Kaiser)
- Laurence Meynell: Kater Kasimir, Stuttgart 1954 (übersetzt zusammen mit Elisabeth Braem-Kaiser)
- Laurence Meynell: Kater Kasimir in Nöten, Stuttgart 1954 (übersetzt zusammen mit Elisabeth Braem-Kaiser)
- Grace Moon: Kleine Indianerin Tschi-Wi, Stuttgart 1954 (übersetzt zusammen mit Elisabeth Braem-Kaiser)
- George Orwell: Das verschüttete Leben, Stuttgart [u. a.] 1953
- Gerald Raftery: Ronny und der weiße Hengst, Stuttgart 1955 (übersetzt zusammen mit Elisabeth Braem-Kaiser)
- Barbara Reynolds: Mein Waschbär Pfeffer, Stuttgart 1953 (übersetzt zusammen mit Elisabeth Braem-Kaiser)
- James Riddell: Flug durch zwei Welten, Zürich 1953
- William Saroyan: Tracys Tiger, Stuttgart [u. a.] 1953
- Frank Yerby: Die Rebellin, Stuttgart 1956 (übersetzt zusammen mit Elisabeth Braem-Kaiser)